# Andar sobre fogo
Andar sobre fogo é uma prática religiosa comum a vários pontos do planeta, como a Índia, Malásia, China, Japão, Tahiti, Fiji, Bulgária e Espanha. A prática também existia na Grécia Antiga.